# The Man from Blankley's
Pour plus de détails, voir Fiche technique et Distribution.
The Man from Blankley's est un film américain réalisé par Alfred E. Green, sorti en 1930.

## Fiche technique
- Titre français : The Man from Blankley's
- Réalisation : Alfred E. Green
- Scénario : Joseph Jackson et Harvey F. Thew d'après la pièce de Thomas Anstey Guthrie
- Photographie : James Van Trees
- Société de production : Warner Bros.
- Pays de production : États-Unis
- Format : Noir et blanc - 1,37:1 - Mono
- Genre : comédie
- Date de sortie : 1930

## Distribution
- John Barrymore : Lord Strathpeffer
- Loretta Young : Margery Seaton
- William Austin : Mr. Poffley
- Albert Gran : Oncle Gabriel Gilwattle
- Emily Fitzroy : Mrs. Tidmarsh
- Dick Henderson : Mr. Tidmarsh
- Edgar Norton : Dawes
- Yorke Sherwood : Mr. Bodfish
- Dale Fuller : Miss Finders
- Fanny Brice